# Saint-Étienne-de-Tulmont
Pour les articles homonymes, voir Saint-Étienne (homonymie).
Saint-Étienne-de-Tulmont est une commune française située dans le centre du département de Tarn-et-Garonne, en région Occitanie. Sur le plan historique et culturel, la commune est dans le Pays Montalbanais, correspondant à la partie méridionale du Quercy.
Exposée à un climat océanique altéré, elle est drainée par le ruisseau de la Brive, le ruisseau de l'Angle, le ruisseau de la Tauge, le ruisseau du Tordre, le ruisseau de la Nauge, le ruisseau de Laujole et par divers autres petits cours d'eau.
Saint-Étienne-de-Tulmont est une commune rurale qui compte 4 050 habitants en 2022, après avoir connu une forte hausse de la population depuis 1962. Elle est dans l'agglomération de Montauban et fait partie de l'aire d'attraction de Montauban. Ses habitants sont appelés les Stéphanois ou Stéphanoises.

## Géographie

### Localisation
Saint-Étienne-de-Tulmont est une commune du Bas-Quercy. Elle fait partie de l'unité urbaine et de l'aire d'attraction de Montauban. Elle se situe au nord-est de Montauban, dans la plaine alluviale au sud de l'Aveyron, dans l'interfluve Aveyron - Tarn, à 15 km à l'est du confluent.

### Communes limitrophes
Les communes limitrophes sont  Albias, Génébrières, Léojac, Montauban, Nègrepelisse et Vaïssac.
|           | Albias                   |              |
| Montauban | Saint-Étienne-de-Tulmont | Nègrepelisse |
| Léojac    | Génébrières              | Vaïssac      |

### Hydrographie

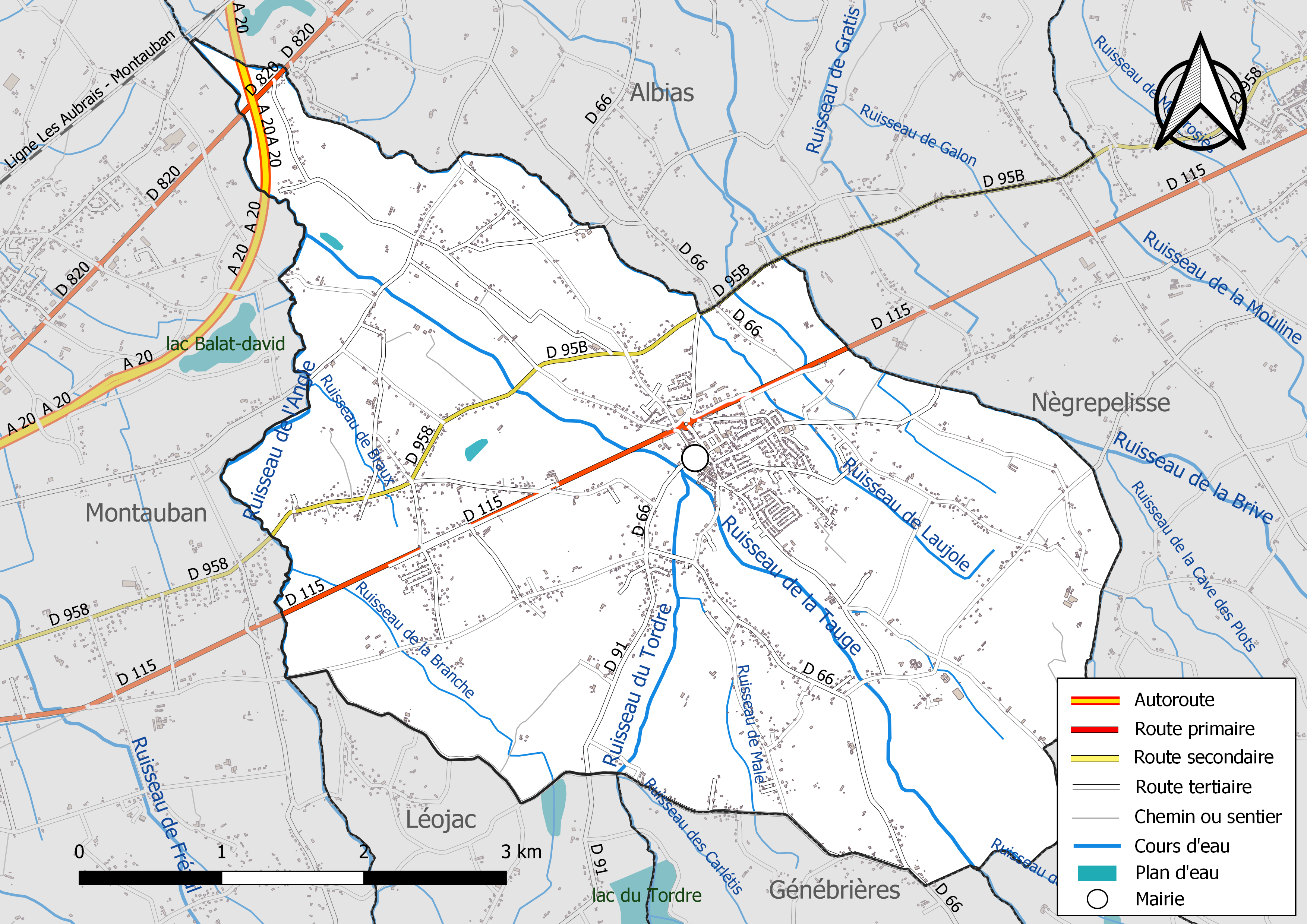
Réseaux hydrographique et routier de Saint-Étienne-de-Tulmont.

La commune est dans le bassin versant de la Garonne, au sein du bassin hydrographique Adour-Garonne. Elle est drainée par le ruisseau de la Brive, le ruisseau de l'Angle, le ruisseau de la Tauge, le ruisseau du Tordre, le ruisseau de la Nauge, le ruisseau de Laujole, le ruisseau de Braux, le ruisseau de la Branche, le ruisseau de lacave d'adam, le ruisseau de Male, le ruisseau de Merlet et par deux petits cours d'eau, constituant un réseau hydrographique de 29 km de longueur totale,.
Le ruisseau de la Brive, d'une longueur totale de 13,2 km, prend sa source dans la commune de Vaïssac et s'écoule du sud-est vers le nord-ouest. Il traverse la commune et se jette dans l'Aveyron à Albias, après avoir traversé 4 communes.
Le ruisseau de l'Angle, d'une longueur totale de 12,4 km, prend sa source dans la commune de Génébrières et s'écoule du sud vers le nord. Il se jette dans le ruisseau de la Tauge sur le territoire communal, après avoir traversé 5 communes.
Le ruisseau de la Tauge, d'une longueur totale de 19,5 km, prend sa source dans la commune de Monclar-de-Quercy et s'écoule du sud-est vers le nord-ouest. Il traverse la commune et se jette dans l'Aveyron à Lamothe-Capdeville, après avoir traversé 7 communes.
Le ruisseau du Tordre, d'une longueur totale de 10,3 km, prend sa source dans la commune de Génébrières et s'écoule du sud vers le nord. Il se jette dans le ruisseau de la Tauge sur le territoire communal, après avoir traversé 3 communes.

### Climat
Pour des articles plus généraux, voir Climat de l'Occitanie et Climat de Tarn-et-Garonne.
En 2010, le climat de la commune est de type climat du Bassin du Sud-Ouest, selon une étude du Centre national de la recherche scientifique s'appuyant sur une série de données couvrant la période 1971-2000. En 2020, Météo-France publie une typologie des climats de la France métropolitaine dans laquelle la commune est exposée à un climat océanique altéré et est dans la région climatique Aquitaine, Gascogne, caractérisée par une pluviométrie abondante au printemps, modérée en automne, un faible ensoleillement au printemps, un été chaud (19,5 °C), des vents faibles, des brouillards fréquents en automne et en hiver et des orages fréquents en été (15 à 20 jours).
Pour la période 1971-2000, la température annuelle moyenne est de 13,1 °C, avec une amplitude thermique annuelle de 15,9 °C. Le cumul annuel moyen de précipitations est de 745 mm, avec 10 jours de précipitations en janvier et 6 jours en juillet. Pour la période 1991-2020, la température moyenne annuelle observée sur la station météorologique de Météo-France la plus proche, « Bioule », sur la commune de Bioule à 8 km à vol d'oiseau, est de 13,9 °C et le cumul annuel moyen de précipitations est de 737,9 mm. 
La température maximale relevée sur cette station est de 41,9 °C, atteinte le 26 août 2010 ; la température minimale est de −15,1 °C, atteinte le 6 février 2012,,.
Les paramètres climatiques de la commune ont été estimés pour le milieu du siècle (2041-2070) selon différents scénarios d'émission de gaz à effet de serre à partir des nouvelles projections climatiques de référence DRIAS-2020. Ils sont consultables sur un site dédié publié par Météo-France en novembre 2022.

### Milieux naturels et biodiversité
Aucun espace naturel présentant un intérêt patrimonial n'est recensé sur la commune dans l'inventaire national du patrimoine naturel,,.

## Urbanisme

### Typologie
Au 1er janvier 2024, Saint-Étienne-de-Tulmont est catégorisée commune rurale à habitat dispersé, selon la nouvelle grille communale de densité à sept niveaux définie par l'Insee en 2022.
Elle appartient à l'unité urbaine de Montauban, une agglomération intra-départementale regroupant neuf  communes, dont elle est une commune de la banlieue,,. Par ailleurs la commune fait partie de l'aire d'attraction de Montauban, dont elle est une commune de la couronne,. Cette aire, qui regroupe 50 communes, est catégorisée dans les aires de 50 000 à moins de 200 000 habitants,.

### Occupation des sols
L'occupation des sols de la commune, telle qu'elle ressort de la base de données européenne d’occupation biophysique des sols Corine Land Cover (CLC), est marquée par l'importance des territoires agricoles (75,1 % en 2018), en diminution par rapport à 1990 (85,1 %). La répartition détaillée en 2018 est la suivante :
terres arables (50,3 %), zones agricoles hétérogènes (21,3 %), zones urbanisées (15,6 %), forêts (9,3 %), prairies (3,5 %). L'évolution de l’occupation des sols de la commune et de ses infrastructures peut être observée sur les différentes représentations cartographiques du territoire : la carte de Cassini (XVIIIe siècle), la carte d'état-major (1820-1866) et les cartes ou photos aériennes de l'IGN pour la période actuelle (1950 à aujourd'hui).

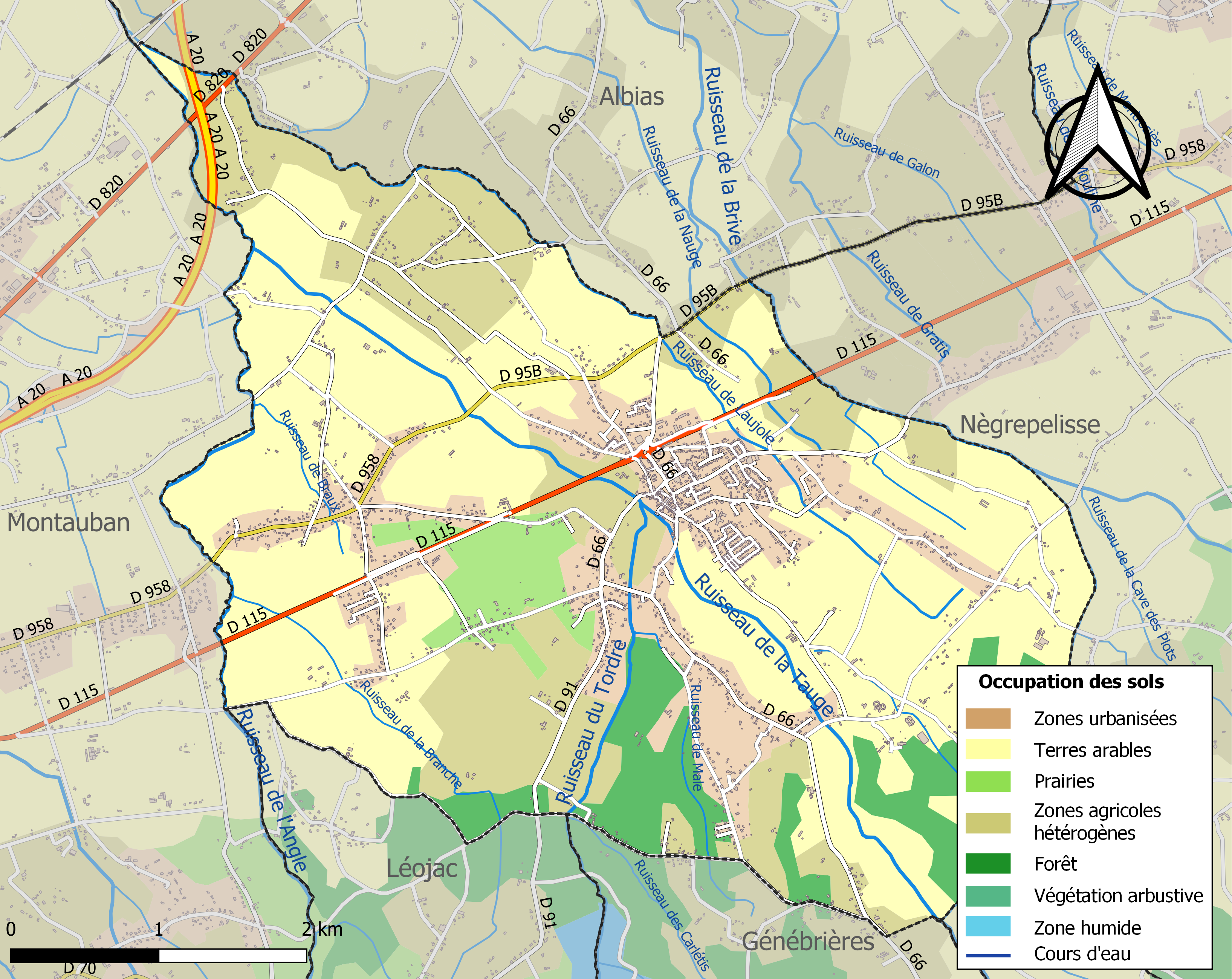
Carte des infrastructures et de l'occupation des sols de la commune en 2018 (CLC).

### Risques majeurs
Le territoire de la commune de Saint-Étienne-de-Tulmont est vulnérable à différents aléas naturels : météorologiques (tempête, orage, neige, grand froid, canicule ou sécheresse), inondations, mouvements de terrains et séisme (sismicité très faible). Il est également exposé à un risque technologique, le transport de matières dangereuses. Un site publié par le BRGM permet d'évaluer simplement et rapidement les risques d'un bien localisé soit par son adresse soit par le numéro de sa parcelle.

#### Risques naturels
Certaines parties du territoire communal sont susceptibles d’être affectées par le risque d’inondation par débordement de cours d'eau, notamment le ruisseau de la Brive, le ruisseau de la Tauge, le ruisseau du Tordre et le ruisseau de l'Angle. La cartographie des zones inondables en ex-Midi-Pyrénées réalisée dans le cadre du XIe Contrat de plan État-région, visant à informer les citoyens et les décideurs sur le risque d’inondation, est accessible sur le site de la DREAL Occitanie. La commune a été reconnue en état de catastrophe naturelle au titre des dommages causés par les inondations et coulées de boue survenues en 1982, 1988, 1993, 1999 et 2015,.
Saint-Étienne-de-Tulmont est exposée au risque de feu de forêt. Le département de Tarn-et-Garonne présentant toutefois globalement un niveau d’aléa moyen à faible très localisé, aucun Plan départemental de protection des forêts contre les risques d’incendie de forêt (PFCIF) n'a été élaboré. Le débroussaillement aux abords des maisons constitue l’une des meilleures protections pour les particuliers contre le feu,.

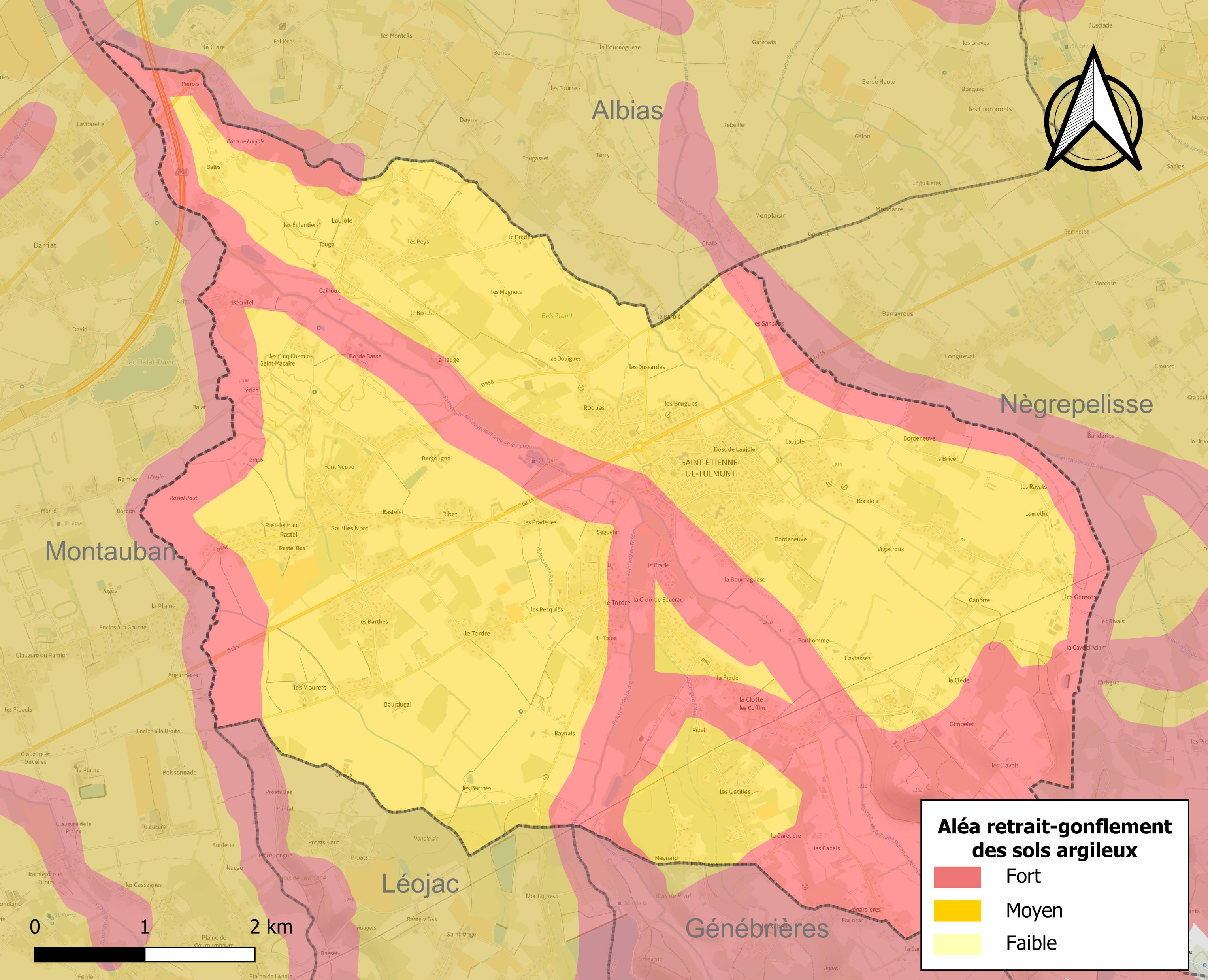
Carte des zones d'aléa retrait-gonflement des sols argileux de Saint-Étienne-de-Tulmont.

Les mouvements de terrains susceptibles de se produire sur la commune sont des tassements différentiels.
Le retrait-gonflement des sols argileux est susceptible d'engendrer des dommages importants aux bâtiments en cas d’alternance de périodes de sécheresse et de pluie. La totalité de la commune est en aléa moyen ou fort (92 % au niveau départemental et 48,5 % au niveau national). Sur les 1 513 bâtiments dénombrés sur la commune en 2019, 1 513 sont en aléa moyen ou fort, soit 100 %, à comparer aux 96 % au niveau départemental et 54 % au niveau national. Une cartographie de l'exposition du territoire national au retrait gonflement des sols argileux est disponible sur le site du BRGM,.
Par ailleurs, afin de mieux appréhender le risque d’affaissement de terrain, l'inventaire national des cavités souterraines permet de localiser celles situées sur la commune.
Concernant les mouvements de terrains, la commune a été reconnue en état de catastrophe naturelle au titre des dommages causés par la sécheresse en 1989, 1991, 1992, 1997, 1999, 2002, 2003, 2006, 2008, 2011, 2017 et 2018 et par des mouvements de terrain en 1999.

#### Risques technologiques
Le risque de transport de matières dangereuses sur la commune est lié à sa traversée par des infrastructures routières ou ferroviaires importantes ou la présence d'une canalisation de transport d'hydrocarbures. Un accident se produisant sur de telles infrastructures est susceptible d’avoir des effets graves sur les biens, les personnes ou l'environnement, selon la nature du matériau transporté. Des dispositions d’urbanisme peuvent être préconisées en conséquence.

## Histoire
Des ruines gallo-romaines ont été découvertes à Saint-Étienne. À l'origine, la région était recouverte par la forêt de Tulmonenc. Celle-ci fut en partie défrichée par des moines au Moyen Âge.
Du XIe au XIIIe siècle, de Montricoux à Montauban, la forêt de Tulmont longeait la rive gauche de l'Aveyron.
Le village est consécutif à la fondation vers 1150, par le seigneur de Bruniquel, de la bastide d'Albias qui portait auparavant le nom de Tulmont.
Huit siècles et demi plus tard, à l'image des fondations de bastides au Moyen Âge selon un plan traditionnel, le village a retrouvé une centralité réalisée autour de la place quadrangulaire du Tulmonenc, entourée d'activités qui suivent une ligne architecturale commune.
La commune se trouvait sur la voie ferrée reliant Montauban à Lexos mise en service en 1858. Elle a été désaffectée en 1955 puis a été déferrée. Le bâtiment de la gare est devenu l'école municipale.

## Politique et administration

### Liste des maires
| Période | Période  | Identité                           | Étiquette | Qualité            |
| ------- | -------- | ---------------------------------- | --------- | ------------------ |
| 1793    | 1796     | Michel Soulié                      |           |                    |
| 1796    | 1798     | Paul Mirepuis                      |           |                    |
| 1798    | 1815     | Bernard Bonhoure                   |           |                    |
| 1815    | 1825     | Jean Bessey                        |           |                    |
| 1825    | 1831     | Pierre Soulié                      |           |                    |
| 1831    | 1850     | Jean Isaac Suzanne Combas-Brassard |           | Conseiller général |
| 1850    | 1859     | Philippe Debreil de Scorbiac       |           |                    |
| 1859    | 1866     | Léonce Dubois                      |           |                    |
| 1866    | 1879     | Jean Chassard                      |           |                    |
| 1879    | 1881     | Jean-Pierre Solinhac               |           |                    |
| 1881    | 1893     | Philippe d'Esbreil                 |           |                    |
| 1893    | 1928     | Jean de Severac                    |           |                    |
| 1928    | 1945     | Guy de Severac                     |           |                    |
| 1945    | 1947     | Justin Despoux                     |           |                    |
| 1947    | 1959     | Jean Ruamps                        | CNIP      | Agriculteur        |
| 1959    | 1977     | Georges Delpech                    |           |                    |
| 1977    | 1997     | Guy Paga                           |           |                    |
| 1997    | 2014     | René Colinet                       |           |                    |
| 2014    | 2020     | Vincent Teulière                   | DVD       |                    |
| 2020    | En cours | Eric Massip                        | DVD       | Cadre              |

La commune de Saint-Étienne-de-Tulmont fait partie de la communauté de communes Terrasses et Vallée de l'Aveyron.

## Population et société

### Démographie
L'évolution du nombre d'habitants est connue à travers les recensements de la population effectués dans la commune depuis 1793. Pour les communes de moins de 10 000 habitants, une enquête de recensement portant sur toute la population est réalisée tous les cinq ans, les populations de référence des années intermédiaires étant quant à elles estimées par interpolation ou extrapolation. Pour la commune, le premier recensement exhaustif entrant dans le cadre du nouveau dispositif a été réalisé en 2006.

En 2022, la commune comptait 4 050 habitants, en évolution de +7,94 % par rapport à 2016 (Tarn-et-Garonne : +3,12 %, France hors Mayotte : +2,11 %).
| 1793 | 1800 | 1806 | 1821 | 1831 | 1836 | 1841 | 1846 | 1851 |
| ---- | ---- | ---- | ---- | ---- | ---- | ---- | ---- | ---- |
| 700  | 755  | 766  | 865  | 872  | 872  | 861  | 908  | 915  |

| 1856 | 1861 | 1866 | 1872 | 1876 | 1881 | 1886 | 1891 | 1896 |
| ---- | ---- | ---- | ---- | ---- | ---- | ---- | ---- | ---- |
| 916  | 943  | 952  | 938  | 913  | 881  | 882  | 890  | 859  |

| 1901 | 1906 | 1911 | 1921 | 1926 | 1931 | 1936 | 1946 | 1954 |
| ---- | ---- | ---- | ---- | ---- | ---- | ---- | ---- | ---- |
| 847  | 837  | 837  | 716  | 748  | 770  | 769  | 737  | 786  |

| 1962 | 1968 | 1975  | 1982  | 1990  | 1999  | 2006  | 2011  | 2016  |
| ---- | ---- | ----- | ----- | ----- | ----- | ----- | ----- | ----- |
| 827  | 971  | 1 293 | 1 800 | 2 210 | 2 556 | 3 138 | 3 645 | 3 752 |

| 2021  | 2022  | - | - | - | - | - | - | - |
| ----- | ----- | - | - | - | - | - | - | - |
| 4 029 | 4 050 | - | - | - | - | - | - | - |

| selon la population municipale des années : | 1968 | 1975 | 1982 | 1990 | 1999 | 2006 | 2009 | 2013 |
| Rang de la commune dans le département      | 31   | 24   | 15   | 15   | 14   | 14   | 14   | 12   |
| Nombre de communes du département           | 195  | 195  | 195  | 195  | 195  | 195  | 195  | 195  |

Actuellement, le village est en pleine expansion avec une augmentation de la population multipliée par près de 4 en quarante ans.

## Économie

### Revenus
En 2018, la commune compte 1 606 ménages fiscaux, regroupant 3 930 personnes. La médiane du revenu disponible par unité de consommation est de 21 600 € (20 140 € dans le département). 50 % des ménages fiscaux sont imposés (42,6 % dans le département).

### Emploi
|                | 2008  | 2013   | 2018   |
| -------------- | ----- | ------ | ------ |
| Commune        | 5,2 % | 7,1 %  | 8,5 %  |
| Département    | 8,4 % | 10,2 % | 10,3 % |
| France entière | 8,3 % | 10 %   | 10 %   |

En 2018, la population âgée de 15 à 64 ans s'élève à 2 469 personnes, parmi lesquelles on compte 74,8 % d'actifs (66,3 % ayant un emploi et 8,5 % de chômeurs) et 25,2 % d'inactifs,. Depuis 2008, le taux de chômage communal (au sens du recensement) des 15-64 ans est inférieur à celui de la France et du département.
La commune fait partie de la couronne de l'aire d'attraction de Montauban, du fait qu'au moins 15 % des actifs travaillent dans le pôle,. Elle compte 690 emplois en 2018, contre 661 en 2013 et 637 en 2008. Le nombre d'actifs ayant un emploi résidant dans la commune est de 1 650, soit un indicateur de concentration d'emploi de 41,8 % et un taux d'activité parmi les 15 ans ou plus de 58,7 %.
Sur ces 1 650 actifs de 15 ans ou plus ayant un emploi, 335 travaillent dans la commune, soit 20 % des habitants. Pour se rendre au travail, 90,8 % des habitants utilisent un véhicule personnel ou de fonction à quatre roues, 1,3 % les transports en commun, 4,4 % s'y rendent en deux-roues, à vélo ou à pied et 3,5 % n'ont pas besoin de transport (travail au domicile).

### Activités hors agriculture

#### Secteurs d'activités
242 établissements sont implantés à Saint-Étienne-de-Tulmont au 31 décembre 2019. Le tableau ci-dessous en détaille le nombre par secteur d'activité et compare les ratios avec ceux du département,.
| Secteur d'activité                                                                                        | Commune | Commune | Département |
| Secteur d'activité                                                                                        | Nombre  | %       | %           |
| --- | ------- | ------- | ----------- |
| Ensemble                                                                                                  | 242     | 100 %   | (100 %)     |
| Industrie manufacturière, industries extractives et autres                                                | 28      | 11,6 %  | (9,6 %)     |
| Construction                                                                                              | 53      | 21,9 %  | (14,9 %)    |
| Commerce de gros et de détail, transports, hébergement et restauration                                    | 53      | 21,9 %  | (29,7 %)    |
| Information et communication                                                                              | 1       | 0,4 %   | (1,9 %)     |
| Activités financières et d'assurance                                                                      | 8       | 3,3 %   | (3,4 %)     |
| Activités immobilières                                                                                    | 9       | 3,7 %   | (3,3 %)     |
| Activités spécialisées, scientifiques et techniques et activités de services administratifs et de soutien | 33      | 13,6 %  | (14,1 %)    |
| Administration publique, enseignement, santé humaine et action sociale                                    | 28      | 11,6 %  | (13,6 %)    |
| Autres activités de services                                                                              | 29      | 12 %    | (9,3 %)     |

Le secteur du commerce de gros et de détail, des transports, de l'hébergement et de la restauration est prépondérant sur la commune puisqu'il représente 21,9 % du nombre total d'établissements de la commune (53 sur les 242 entreprises implantées à Saint-Étienne-de-Tulmont), contre 29,7 % au niveau départemental.

#### Entreprises et commerces
Les cinq entreprises ayant leur siège social sur le territoire communal qui génèrent le plus de chiffre d'affaires en 2020 sont :
- Fervert, récupération de déchets triés (3 626 k€)
- Action NDT, commerce de gros (commerce interentreprises) de fournitures et équipements industriels divers (2 518 k€)
- G. Castel Holding, travaux de maçonnerie générale et gros œuvre de bâtiment (540 k€)
- Roland Groc - Gabrielli, travaux d'installation d'eau et de gaz en tous locaux (420 k€)
- Cap Son, commerce de gros (commerce interentreprises) de composants et d'équipements électroniques et de télécommunication (398 k€)

### Agriculture
La commune est dans les « Vallées et Terrasses », une petite région agricole occupant le centre et une bande d'est en ouest du département de Tarn-et-Garonne. En 2020, l'orientation technico-économique de l'agriculture  sur la commune est la polyculture et/ou le polyélevage.
|               | 1988  | 2000 | 2010 | 2020 |
| ------------- | ----- | ---- | ---- | ---- |
| Exploitations | 77    | 50   | 32   | 30   |
| SAU (ha)      | 1 223 | 969  | 926  | 993  |

Le nombre d'exploitations agricoles en activité et ayant leur siège dans la commune est passé de 77 lors du recensement agricole de 1988  à 50 en 2000 puis à 32 en 2010 et enfin à 30 en 2020, soit une baisse de 61 % en 32 ans. Le même mouvement est observé à l'échelle du département qui a perdu pendant cette période 57 % de ses exploitations,. La surface agricole utilisée sur la commune a également diminué, passant de 1 223 ha en 1988 à 993 ha en 2020. Parallèlement la surface agricole utilisée moyenne par exploitation a augmenté, passant de 16 à 33 ha.

## Culture locale et patrimoine

### Lieux et monuments
- La mairie, dont la construction a commencé en 1864. Elle était accompagnée de l'école des garçons et du logement de l'instituteur. L'édifice abrite actuellement la mairie et la poste.
- L'ancienne gare, faisant autrefois partie de la ligne de chemin de fer Montauban-Lexos, et devenue l'école primaire municipale dans la seconde moitié du XXe siècle.
- L'ancienne école des filles, construite dans le premier quart du XXe siècle.
- L'église Saint-Étienne de Saint-Étienne-de-Tulmont, reconstruite en 1873 et consacrée en 1883. L'édifice est référencé dans la base Mérimée et à l'Inventaire général Région Occitanie[44].
- Le temple protestant de Saint-Étienne-de-Tulmont, dont la construction a commencé en 1836.
- Le château de Pousiniès, vaste propriété datant du XVIIIe siècle.
- Le lavoir, construit au dernier quart du XIXe siècle, situé dans le bourg.
- Le monument aux morts, inauguré en 1921, commémore les 32 morts de la guerre de 1914-1918, et 2 morts de la guerre de 1939-1945[45].

### Personnalités liées à la commune

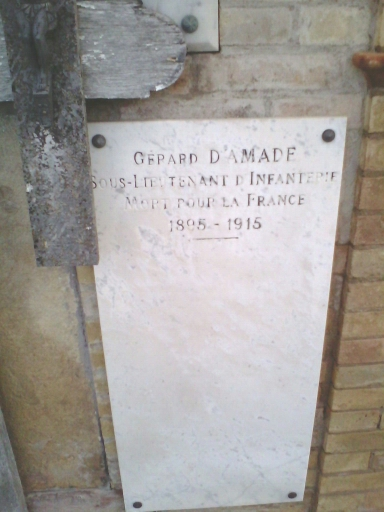
Pierre tombale de la famille d'Amade au cimetière de la Butte,
Saint-Étienne-de-Tulmont.

- Gérard d'Amade (1895-1915) : fils du général Albert d'Amade, mort pour la France, est enterré au vieux cimetière de la Butte.

### Héraldique
| Armes de Saint-Étienne-de-Tulmont | « D'argent, semé d'arbres arrachés de sinople, avec franc-quartier (dextre) de gueules, chargé d'un Saint Étienne contourné vêtu d'une chasuble, tenant de sa senestre une palme, le tout d'or, et de sa dextre un livre du même chargé de trois cailloux d'argent, le Saint issant. » Explication des symboles du blason : Les arbres arrachés de sinople : Tulmont était une ancienne forêt arrachée au fil des siècles pour faire place à la polyculture actuelle. Franc-quartier de gueule (carré rouge en haut à gauche du blason) : le sang de Saint-Étienne. Trois cailloux d'argent : les instruments du supplice subi par Saint-Étienne, la lapidation. |